# Pedro Núñez de Villavicencio
Pour les articles homonymes, voir Pedro Núñez et Núñez.
Pour l'autre peintre espagnol nommé Pedro Núñez, voir Pedro Núñez (peintre).
Pedro Núñez de Villavicencio né à Séville en 1644 et mort à Madrid en 1695 est un peintre baroque espagnol.

## Biographie
Né à Séville, Pedro Núñez de Villavicencio est originaire d'une grande famille noble établie d'Andalousie. Son père est amiral de l'Armada espagnole.

### Apprentissage de peintre
Pedro Núñez de Villavicencio a participé à la fondation de l'Académie des beaux-arts de Séville, fondée par Murillo et Herrera el Mozo. Murillo dirige cet atelier avec de nombreux aides et apprentis dont l'objectif principal est de compléter la formation des jeunes peintres, jugée insuffisante en dessin. En effet, les ateliers privilégient les aspects pratiques du métier et négligent les aspects théoriques et le dessin. Au sein de l'Académie, les peintres se réunissent tous les soirs à la Casa de la Lonja pour s'entraîner à peindre d'après des modèles vivants. La participation de Villavicencio était, pour son âge, certainement exceptionnelle, en faisant quelques-uns des ajouts dans la salle du marché de Séville où l'institution artistique était basée.

### Membre de l'ordre de Saint-Jean de Jérusalem
Il devient membre de l'ordre de Saint-Jean de Jérusalem en 1661 et s'installe à Malte, alternant avec des voyages à Séville, peut-être à Rome et dans le sud de l'Italie, où il exerce comme peintre et rencontre le Calabrais Mattia Preti.
En 1675, en raison de la peste qui s'est déclarée à Malte, il retourne définitivement à Séville, où il devient référent de l'Ordre pour les questions administratives du prieuré de son ordre en Castille.
En 1693 et 1694, il se rend à Madrid pour participer à la commission qui doit nommer l'ambassadeur de l'Ordre auprès de la Cour de Madrid. C'est à cette occasion qu'il offre le tableau Jeux d'enfants à Charles II.
Il est surtout connu pour être un amoureux des arts, et est l'ami et l'exécuteur testamentaire de Murillo à la mort du maître de Séville en 1682.
De retour d'un de ses voyages à Séville, il meurt à Madrid en 1695.

## Œuvres
- Jeux d'enfants, 1686, 238 × 207 cm, Madrid, musée du Prado[3]
- Piétà avec la Madeleine, 106 × 80 cm, Madrid, musée du Prado[3]

Œuvres de Pedro Núñez de Villavicencio
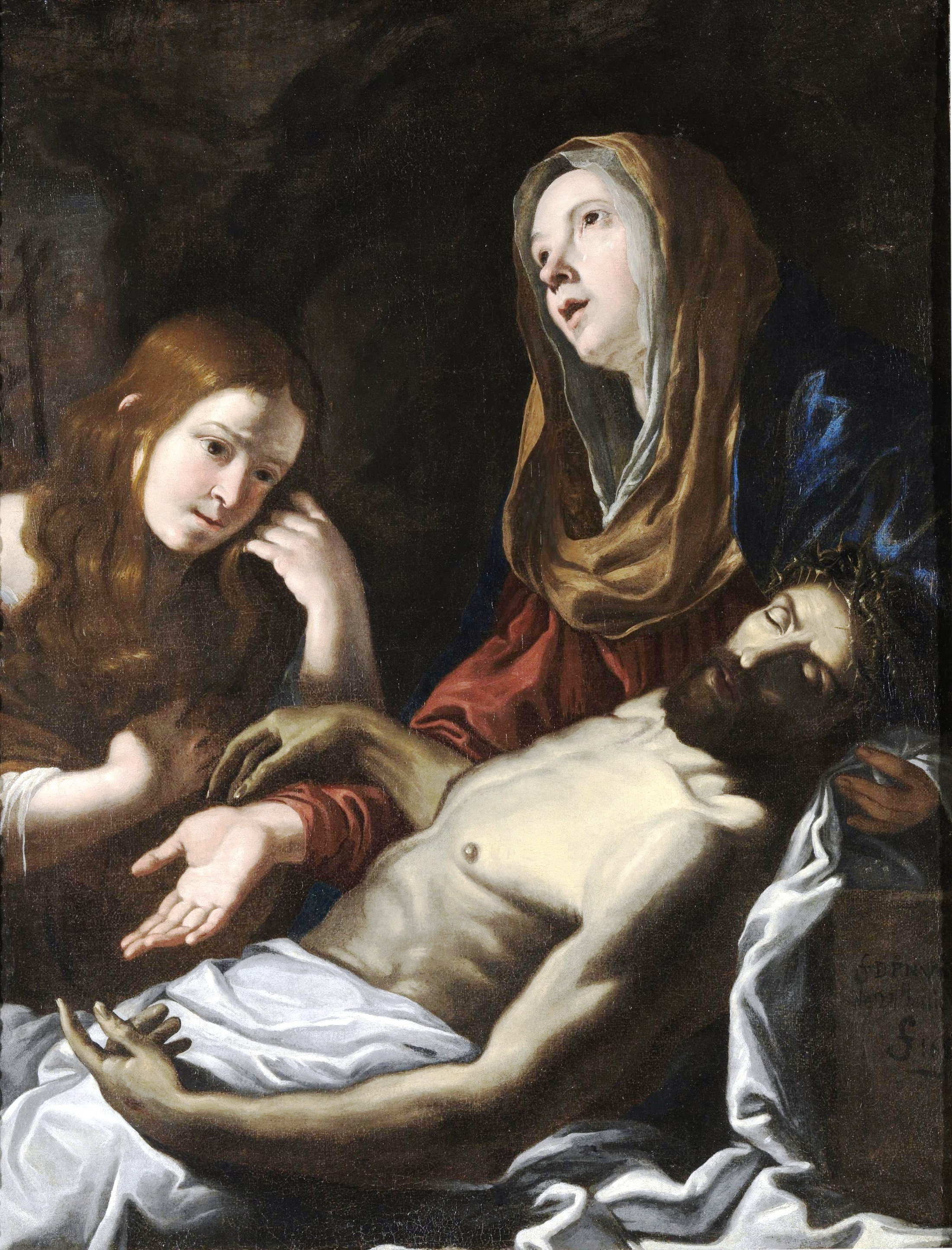
Piétà avec Madeleine (après 1682), Madrid, musée du Prado.
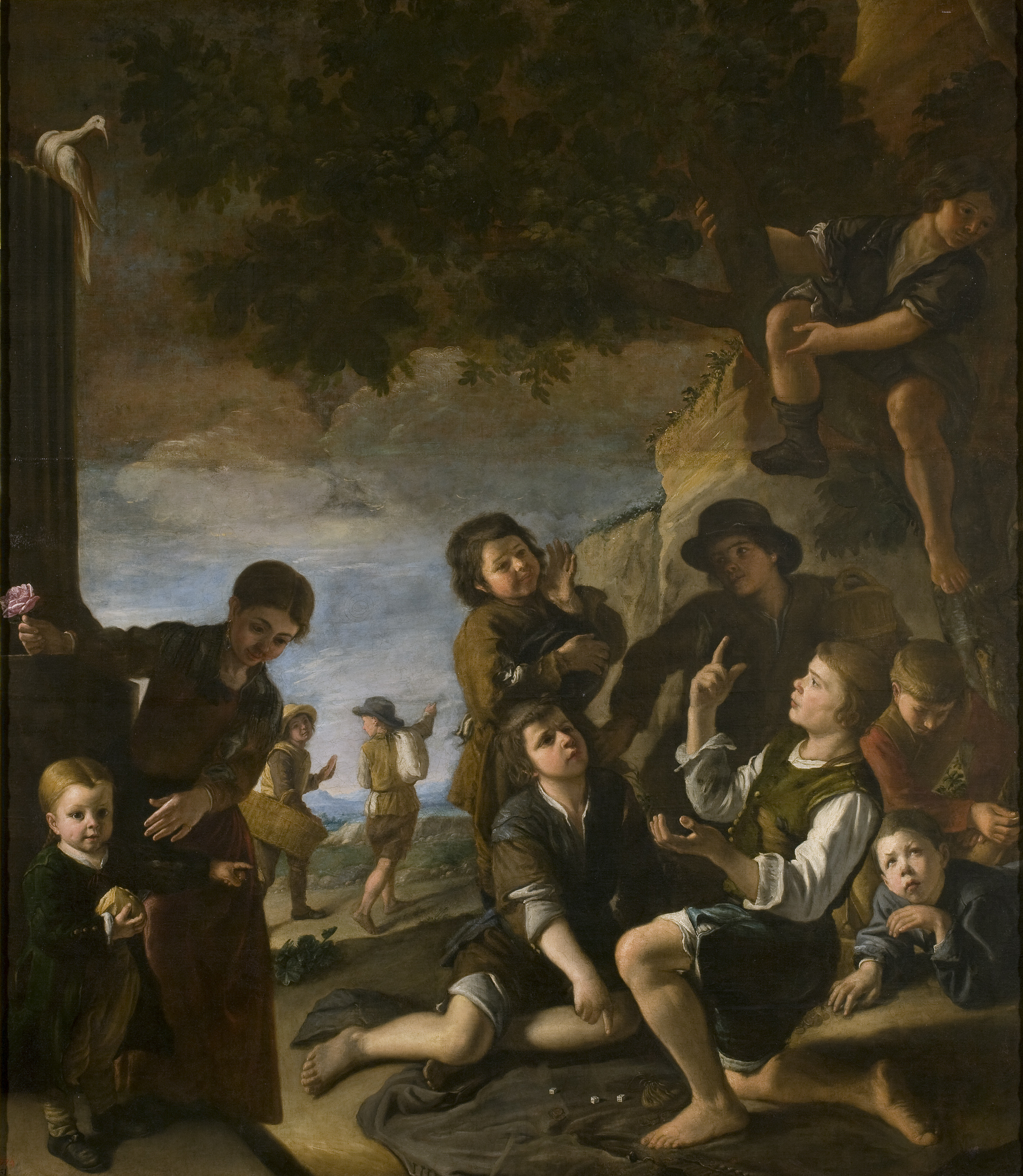
Jeux d'enfants (1686), Madrid, musée du Prado.
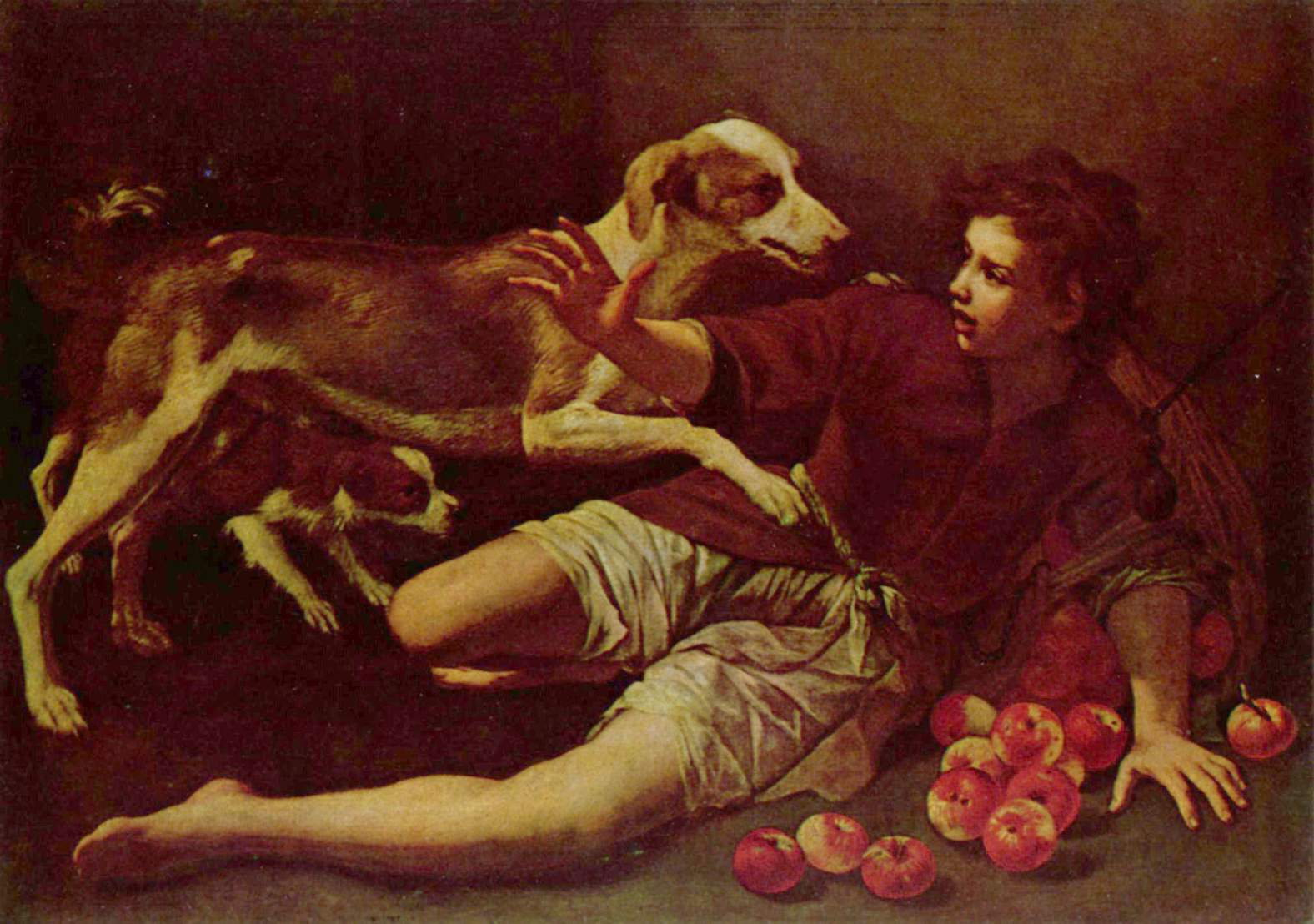
Le Panier de pommes renversé, musée des Beaux-Arts de Budapest.